# Завальнюк Анатолій Федорович
Анатолій Федорович Завальнюк (28 квітня 1942, Клинини, нині Хмельницька обл. — 21 серпня 2024, Вінниця) — музикознавець, фольклорист, педагог. Кандидат мистецтвознавства (1983), професор (2003), член Національної спілки композиторів України (1984). Заслужений діяч мистецтв України (2019).

## Із життєпису
Закінчив Львівську консерваторію (1967; викладачі — В. Воєводін, В. Гошовський), аспірантуру при ІМФЕ АН УРСР (Київ, 1983; науковий керівник — М. Гордійчук). Від 1967 працював у Вінницькому педагогічному університеті: від 1989 — завідувач кафедри теорії, історії музики та гри на музичних інструментах, від 1998 — декан музично-педагогічного факультету.
Автор біля 80-ти публікацій: наукових статей, навчальних посібників, програм з фольклористики та історії української музики. Учасник міжнародних симпозіумів та наукових конференцій.
Збирав і досліджував фольклор Поділля, записав понад 1000 народних пісень. Автор музикознавчих праць, присвячених творчості М. Леонтовича, К. Стеценка, П. Ніщинського та інших композиторів. На основі зібраних матеріалів 1977 створив Меморіальний музей М. Леонтовича у с. Марківка Теплицького (нині Гайсинського) району Вінницької області. 12 лютого 2018 року презентував свою книгу «Повне зібрання хорової та педагогічної спадщини Миколи Леонтовича».
У 2019 році отримав звання «Заслужений діяч мистецтв України».
Помер А. Ф. Завальнюк у Вінниці 21 серпня 2024 року.

## Основні наукові праці
- Традиційні літні обрядові пісні // Музика. 1979. № 5;
- Деякі риси східнослов'янської спільності в українських піснях літнього сонцестояння // Там само. 1982. № 1;
- Народні пісні Поділля — невичерпні скарби культури українського народу // Тези доп. 16-ї Вінн. обл. істор.-краєзнав. конф. В., 1997;
- Пісня — духовна скарбниця народу. К., 2003;
- Микола Леонтович. Листи, документи, духовні твори. В., 2007;
- Українські літні обряди та пісні: Навч. посіб. В., 2008.
- Повне зібрання хорової та педагогічної спадщини Миколи Леонтовича. В.,2018